# Harold Vernon Froehlich

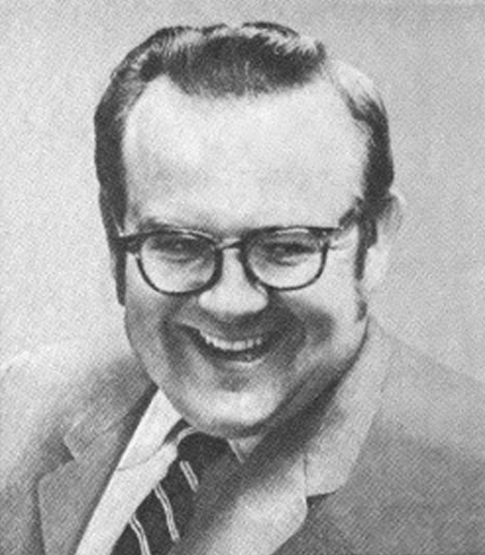
Harold Vernon Froehlich (1973)

Harold Vernon Froehlich (* 12. Mai 1932 in Appleton, Wisconsin) ist ein ehemaliger US-amerikanischer Politiker. Zwischen 1973 und 1975 vertrat er den Bundesstaat Wisconsin im US-Repräsentantenhaus.

## Werdegang
Harold Froehlich besuchte die öffentlichen Schulen seiner Heimat und studierte bis 1959 an der University of Wisconsin–Madison Wirtschaft und Handel. Dazwischen war er von 1951 und 1955 Soldat in der US-Marine. Nach einem Jurastudium an der University of Wisconsin und seiner im Jahr 1962 erfolgten Zulassung als Rechtsanwalt begann er in Appleton seinem neuen Beruf zu arbeiten. Außerdem war er vereidigter öffentlicher Buchprüfer und wurde auf dem Immobilienmarkt tätig.
Politisch schloss sich Froehlich der Republikanischen Partei an. Zwischen 1963 und 1973 saß er in der Wisconsin State Assembly; dabei war er von 1967 bis 1971 als Nachfolger von Robert T. Huber Präsident dieser Kammer. Danach leitete er bis 1973 die republikanische Fraktion. Zwischen 1957 und 1981 war Froehlich Delegierter auf allen regionalen republikanischen Parteitagen in Wisconsin; in den Jahren 1972 und 1976 nahm er an den jeweiligen Republican National Conventions teil, auf denen die Präsidenten Richard Nixon und später Gerald Ford zur Wiederwahl nominiert wurden.
Bei den Kongresswahlen des Jahres 1972 wurde Froehlich im achten Wahlbezirk von Wisconsin in das US-Repräsentantenhaus in Washington, D.C. gewählt, wo er am 3. Januar 1973 die Nachfolge von John W. Byrnes antrat. Da er bei den Wahlen des Jahres 1974 dem Demokraten Robert John Cornell unterlag, konnte er bis zum 3. Januar 1975 nur eine Legislaturperiode im Kongress absolvieren. Diese war vor allem durch die Watergate-Affäre geprägt.
Nach seinem Ausscheiden aus dem US-Repräsentantenhaus arbeitete Harold Froehlich wieder als Rechtsanwalt. Im Jahr 1976 bewarb er sich erfolglos um die Rückkehr in den Kongress. 1981 wurde er Bezirksrichter im Outagamie County. 1982 wurde er für weitere sechs Jahre in dieses Amt gewählt. Heute lebt er in Appleton.